# Louis Scutenaire

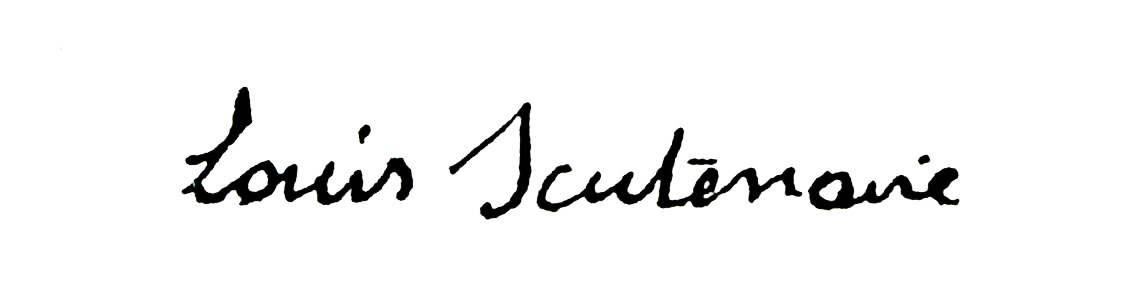
Autografo di Louis Scutenaire

Jean Émile Louis Scutenaire (Ollignies, 29 giugno 1905 – Bruxelles, 15 agosto 1987) è stato uno scrittore e poeta belga surrealista.

## Biografia

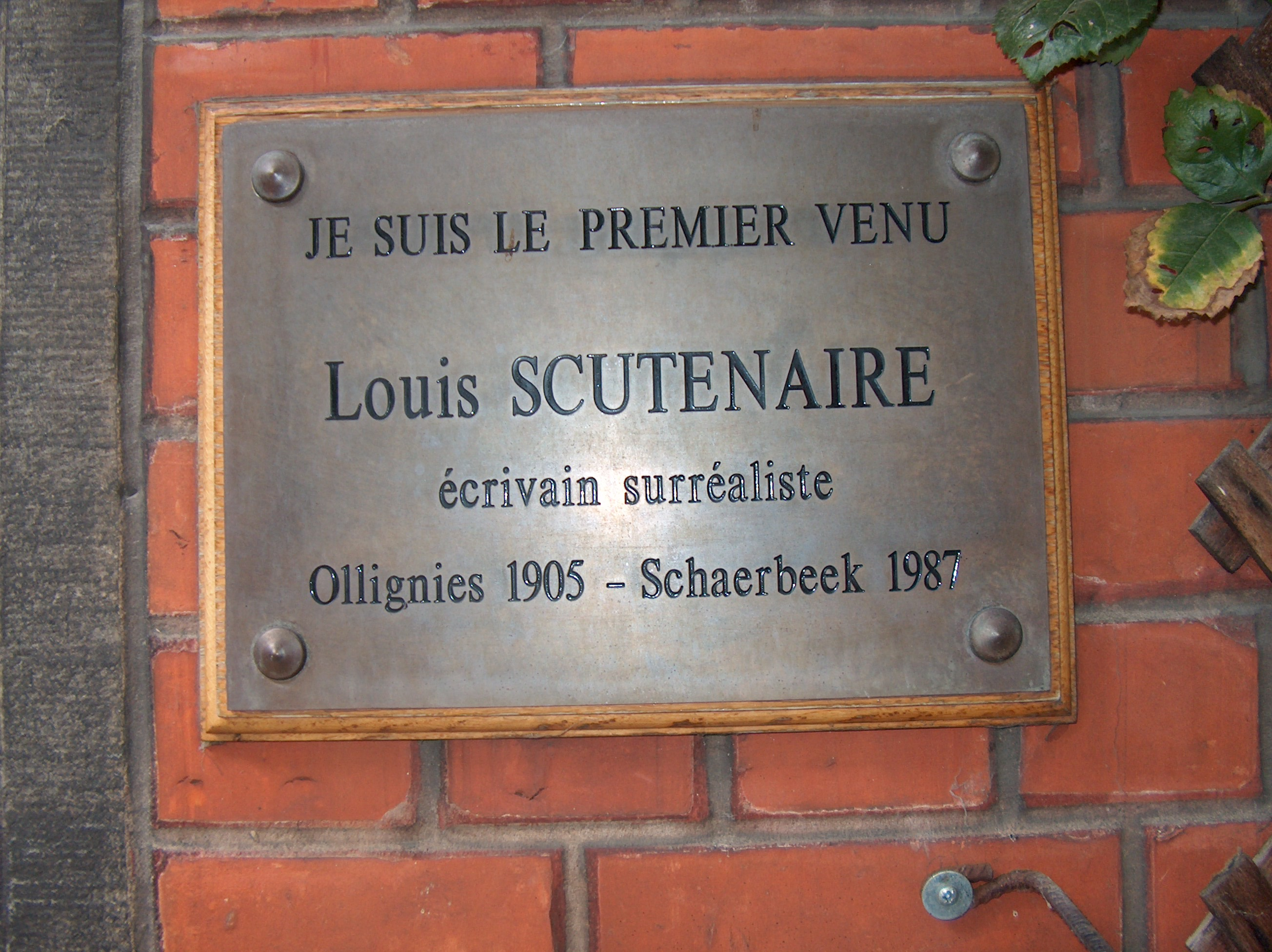
Targa commemorativa dedicata a Louis Scutenaire presso la sua casa di Rue de la Luzerne a Bruxelles

Il padre Victor era impiegato alla Cassa di risparmio, il nonno paterno originario di Montpellier. La bisnonna da parte di madre, Louise Liégeois, figlia di un esattore delle tasse, era proveniente dall'Andalusia, immigrata da Cordova verso il 1850. Nato ai margini della Piccardia, Louis Scutenaire soleva definirsi "non belga", come se in lui fosse presente una dimensione quasi genetica dell'altrove.
Quando, nel mese di settembre 1910, cominciò la scuola elementare, Louis Scutenaire era già perfettamente in grado di leggere perfino i giornali Le Courrier de l'Escaut e L'Avenir du Tournaisis. Dal 1911 al 1913 venne educato soprattutto dagli zii della nonna paterna, che erano fabbri. Il piccolo Louis frequentò i figli degli operai cavapietre. Nel 1914 e 1915 si stabilirono a casa Scutenaire degli ufficiali tedeschi, che lasciarono a Louis dei buoni ricordi.
A partire dal 1916, incoraggiato dal suo istitutore, Louis Scutenaire scrisse le sue prime poesie. Frequentò la scuola media di Lessines nella quale le lezioni avevano luogo in un bar ed in una piccola fabbrica di fiammiferi, dal momento che le aule erano occupate dai tedeschi. Dal 1918 frequentò diverse scuole a Enghien, Ath, Soignies ed Armentières, dalle quali si fece puntualmente espellere per cattiva condotta. Nella biblioteca del padre fu appassionato lettore di Rimbaud, Vielé-Griffin, de Régnier, Aubier, Apollinaire, Levet, Mallarmé, Villon, Lautréamont, Cendrars, Hugo, Jarry, Dumas, Zévaco, Erckmann-Chatrian, Fantômas, Radcliff, Malot, Féval.
Nel 1919 una pleurite lo costrinse ad una lunga degenza. La famiglia si trasferì nel 1924 a Schaerbeek, in rue de la Luzerne al numero 20. Louis iniziò a studiare diritto presso l'Università libera di Bruxelles, ULB senza frequentare le lezioni, preparando gli esami con l'aiuto degli appunti di un compagno di studi. Il padre morì nel 1925, a 47 anni, a causa di un ictus.

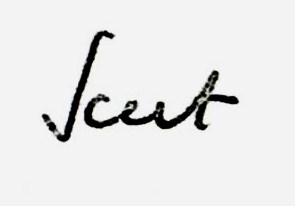
Autografo di Louis Scutenaire con il diminutivo con cui era familiarmente chiamato: «Scut»

Nel 1926 Scutenaire trovò dal libraio Henriquez uno scritto firmato da Paul Nougé e Camille Goemans con l'indirizzo del laboratorio di biologia in cui lavorava Nougé ed inviò a quest'ultimo alcune poesie. In luglio Nougé, sospettando uno scherzo, si recò a trovare Scutenaire in rue de la Luzerne, dandogli appuntamento per la domenica successiva. In questo modo Scutenaire fece la conoscenza di Camille Goemans, René Magritte, E. L. T. Mesens et Paul Hooreman, insieme ai quali fondò «La Société du Mystère» (La Società del mistero) e viaggiò a Londra, Edimburgo e, in novembre, in Polonia.
Nel 1928 Scutenaire si unì alle attività dei surrealisti belgi, collaborando al testo del catalogo dell'esposizione di Magritte presso la galleria L'Époque e pubblicando brevi articoli sui numeri 1 e 3 della rivista Distances. A casa di Lecomte fece la conoscenza di Irène Hamoir (Irine) che il 19 febbraio 1930 sarebbe diventata sua moglie. Laureatosi in giurisprudenza nel 1929, venne riformato e tentò inutilmente di farsi inviare in Congo. Tra il 1931 ed il 1932 intraprese il tirocinio, soprattutto occupandosi delle cause penali ed interessandosi agli alienati, ai nomadi, ai «ragazzi scapestrati». In quel periodo, insieme alla moglie, Scutenaire si recava regolarmente a Parigi, al café du Dôme, alla Rhumerie Martiniquaise o ai Deux Magots, per incontrare André Breton, Paul Éluard, Benjamin Péret, René Char, Georges Hugnet, Léo Malet, Gilbert Lely, Marcel Duchamp, Picasso, Brauner, Picabia, Tanguy, Ernst, Miró, Oscar Dominguez.
Nel 1933 Scutenaire e Irène Hamoir strinsero amicizia con lo scrittore Paul Colinet, membro del gruppo surrealista di Bruxelles, in seno al quale nel 1934 Scutenaire stesso partecipò a Documents 34. Scrisse quindi Les jours dangereux - Les nuits noires (I giorni pericolosi, le notti nere), uno dei rari romanzi surrealisti la cui pubblicazione, annunciata nel Dictionnaire abrégé du surréalisme (Dizionario abbreviato del surrealismo), avvenne soltanto nel 1972. Nel 1935 pubblicò Le Couteau dans la plaie (Il coltello nella piaga) nel terzo fascicolo del Bulletin international du surréalisme, al quale per la prima volta collaborarono insieme i due maggiori gruppi del surrealismo belga: quello di Bruxelles e quello dell'Hainaut; Scutenaire rifiutò tuttavia di firmare nel 1936 il volantino Le domestique zélé (Il domestico zelante) contro André Souris, escluso dal gruppo di Bruxelles.

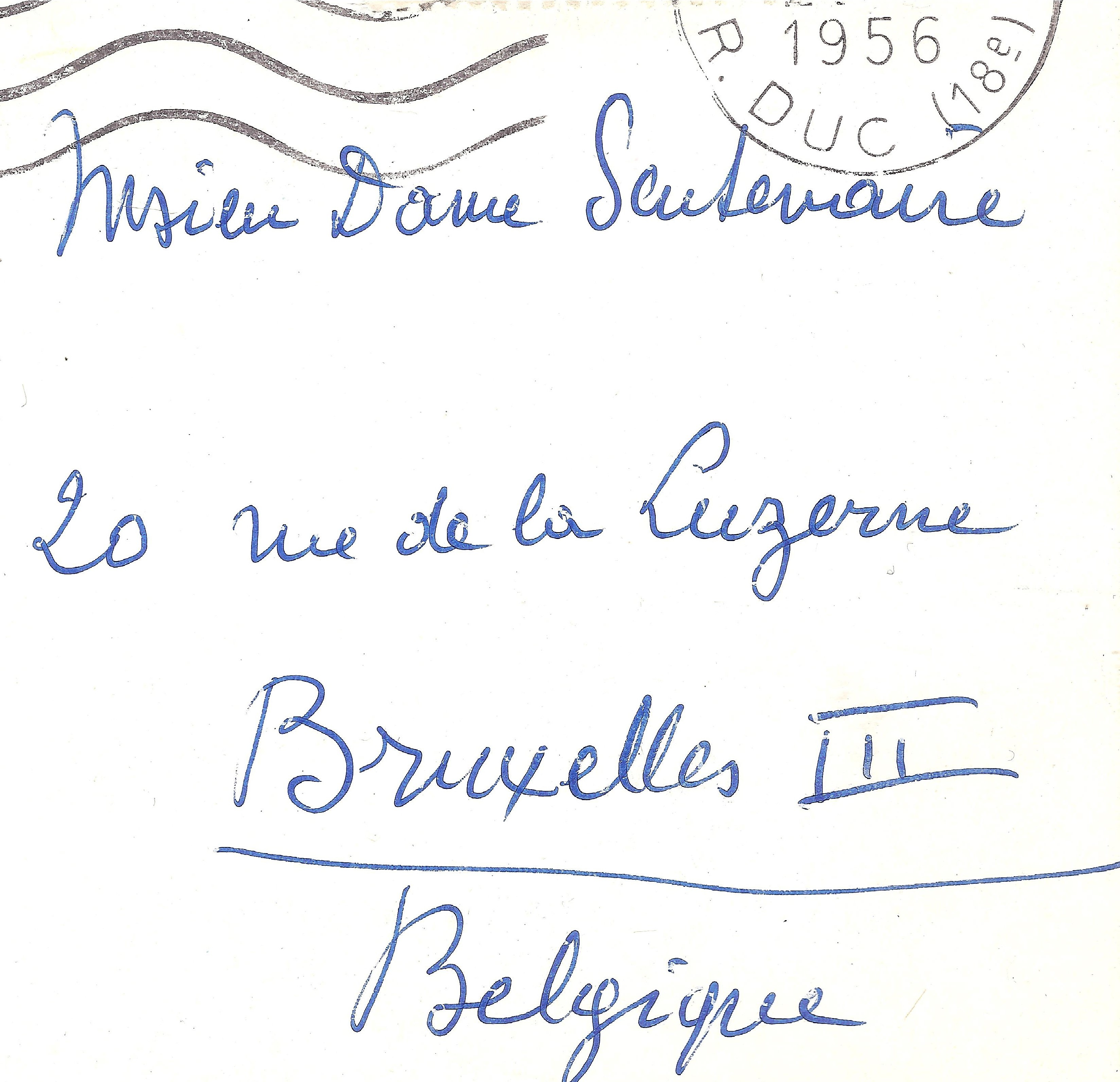
Cartolina inviata da René Magritte a Louis Scutenaire e Irène Hamoir il 20 gennaio 1956

Nel 1937 pubblicò presso GLM (Guy Lévis Mano) il libriccino Les Haches de la vie (Le accette della vita) con un disegno di Magritte. Durante l'estate Scutenaire soggiornò con Irène Hamoir da René Char a Céreste in Provenza e nel dicembre dello stesso anno scrisse la prefazione del catalogo della mostra Trois peintres surréalistes (Tre pittori surrealisti (Magritte, Man Ray, Tanguy) organizzata da Mesens al Palais des Beaux-Arts di Bruxelles. Nel 1938 e 1939 Scutenaire pubblicò tre opuscoli e collaborò al «London bulletin» diretto da Mesens.
Nei mesi di febbraio e di aprile 1940 Scutenaire partecipò a «L'invention collective» creata da Raoul Ubac, con un testo su Louis Forton di cui ammirava Les Pieds Nickelés (Gli scansafatiche). Nel maggio dello stesso anno i coniugi Scutenaire lasciarono Bruxelles alla volta di Parigi e Bordeaux, raggiunsero Magritte e Ubac a Carcassonne, incontrarono Joë Bousquet, Jean Paulhan, André Gide, ritrovarono Fernand Dumont a Nizza poi tornarono a Bruxelles in ottobre. Nel 1941 Scutenaire entrò al ministero dell'interno come « commissario-aggiunto alle finanze provinciali e comunali», incarico che mantenne fino al 1970.

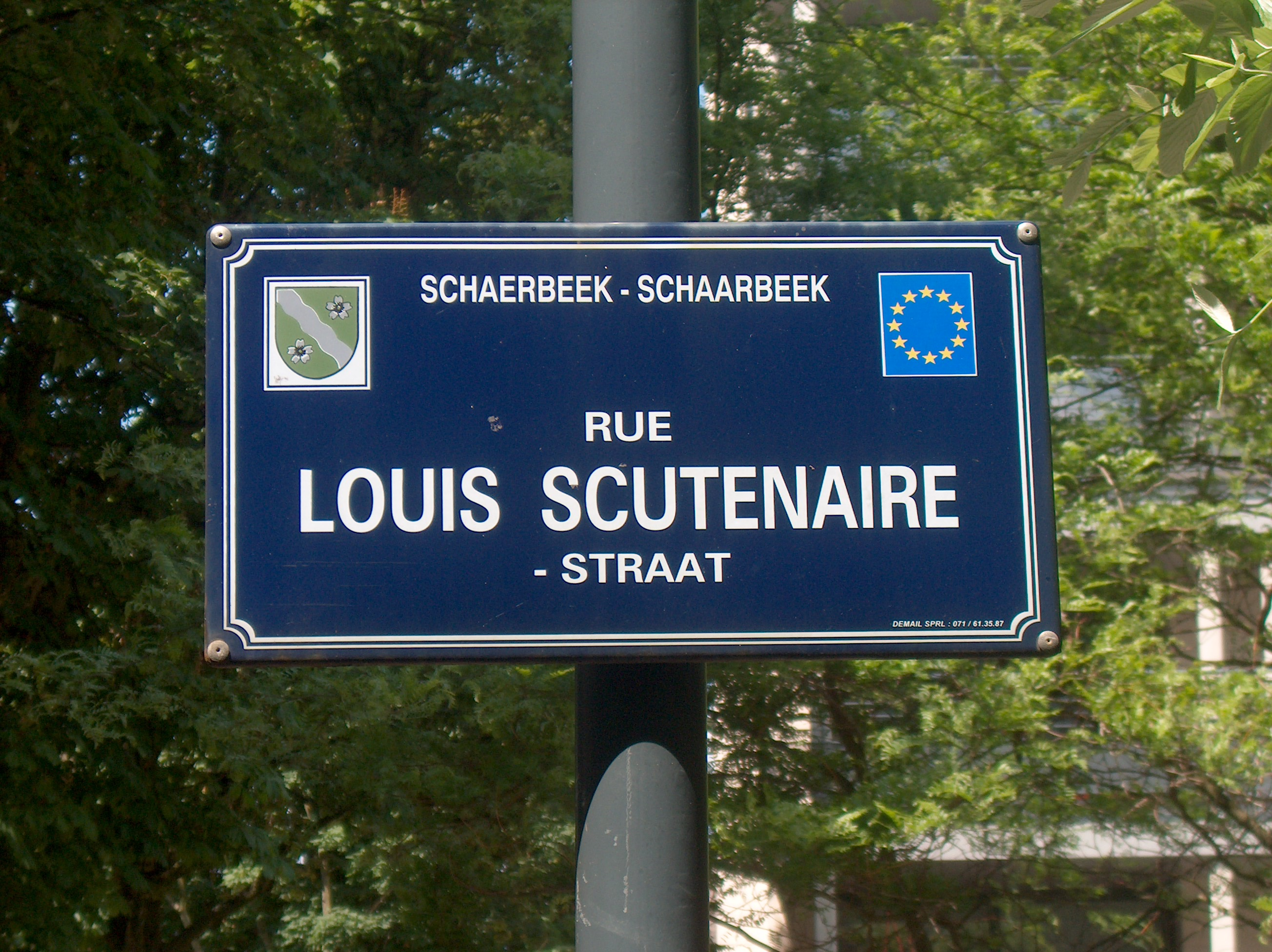
Rue Louis Scutenaire a Schaerbeek, Bruxelles

Nel mese di maggio 1943 cominciò ad annotare appunti (le inscriptions) dei quali venne pubblicato il primo volume nel 1945 su proposta di Éluard, con il sostegno di Paulhan e di Queneau. Il secondo volume, che avrebbe dovuto seguire il primo, non venne pubblicato in quanto l'autore rifiutò le correzioni richieste dall'editore Gallimard, che aveva ritenuto troppo audaci alcune riflessioni.. Il secondo volume dei suoi appunti (Mes Inscriptions) venne pubblicato soltanto nel 1976, grazie a Tom Gutt ed Isy Brachot, e ad esso fecero seguito altri tre volumi.
Nel 1947 Gallimard accettò in compenso di pubblicare Les Vacances d'un enfant (Le vacanze di un bambino), un «resoconto malinconico e veritiero delle vacanze trascorse nel 1915 dalla zia», come lo stesso Scutenaire indicherà in seguito. Nel 1948 firmò la prefazione Les pieds dans le plat (Una gaffe madornale) per l'esposizione a Parigi dei quadri del periodo vache di Magritte.
Dagli anni cinquanta Louis Scutenaire collaborò a parecchie riviste dei surrealisti belgi, fra cui La Carte d'après nature, (resa attiva a Bruxelles da Magritte), Les Temps mêlés (de André Blavier, a Verviers), Les Lèvres nues (Marcel Mariën), Rhétorique (consacrata a Magritte da André Bosmans), Phantomas, poi Le Vocatif (Tom Gutt), e scrisse numerose prefazioni su Magritte, Jean Raine, Roland Delcol.
Louis Scutenaire era solito firmare la corrispondenza con il nomignolo con cui era familiarmente conosciuto: «Scut». Morì mentre stava guardando un film alla televisione sul suo amico Magritte. Nel testamento, curato da Tom Gutt, la coppia senza figli lasciò al Museo reale delle belle arti del Belgio
le opere di Magritte che erano appese alle pareti della casa in rue de la Luzerne. Fra queste vi erano quadri, guazzi e disegni, oltre ad un ritratto di Irène Hamoir del 1936. La biblioteca di Scutenaire, che comprendeva migliaia di libri spesso rari, venne lasciata in eredità alla Biblioteca reale del Belgio.
Nel 1995 Louis Scutenaire venne scelto fra i "Cento Valloni del secolo" dall'Istituto Jules Destrée.

## L'opera
Affermando di non essere «né poeta, né surrealista», Scutenaire si riferiva al fatto di non essere sulla stessa linea del gruppo surrealista parigino.. Dopo l'incontro con Paul Nougé dal 1926, quindi con Magritte con cui ebbe la maggiore intesa, anche nel trovare titoli per i quadri dell'artista, Scutenaire frequentò a Parigi il gruppo di André Breton ed utilizzò l'automatismo nei Textes automatiques scritti nel 1931 e nei Les Jours dangereux les Nuits noires (I giorni pericolosi le notti nere), composti a partire dal 1928, recensiti dieci anni dopo da Breton ed Éluard nel Dictionnaire abrégé du surréalisme (Dizionario abbreviato del surrealismo). Tali opere costituivano effettivamente uno dei rari componimenti surrealisti, tuttavia fu con le inscriptions (iscrizioni) che l'autore creò una forma letteraria originale in margine al gusto surrealista.
Nel 1943 Scutenaire iniziò ad annotare massime, aforismi, storielle relative a vicende vissute, situazioni, spettacoli, impressioni, conversazioni o riflessioni immediate che raccolse in un manoscritto per il quale scelse il titolo Mes inscriptions per simpatia verso Restif de la Bretonne, che aveva intitolato in tal modo la raccolta di graffiti incisi sull'Île Saint-Louis. Lo zibaldone che Scutenaire produsse sotto forma di diario sotto tale titolo nel corso di oltre quarant'anni si legava al surrealismo soltanto per il vivace sovvertimento continuo.
Nelle sue inscriptions non c'è differenza fra la poesia e la vita stessa: le inscriptions sono poetiche non per gli argomenti che trattano bensì per il modo in cui li svolgono.
Scutenaire era anche un romanziere, un romanziere surrealista, come Louis Aragon, Michel Leiris, Gisèle Prassinos, Georges Limbour, e perfino come lo stesso Breton di Nadja, malgrado quest'ultimo avesse dichiarato il proprio disprezzo per il romanzo nel Manifesto del surrealismo.

## Alcune opere

### Poesie
- Les Haches de la vie, (con un disegno di René Magritte), Parigi, G. L. M., 1937.
- Le Retard, Parigi, Éditions Sagesse, Librairie Tschann, 1938.
- Les secours de l'oiseau, Parigi, Parisot, 1938.
- Frappez au miroir!, (con tre disegni di Magritte), Bruxelles, Wellens-Pay, 1939.
- Les Degrés, (copertina di Mario Prassinos), Parigi, Fontaine, 1945.
- Il est toujours trop tard 1924 - 1928 (con dieci incisioni di Roger Van de Wouwer), Anversa, Éditions de la Serfouette, 1969.
- Le Bâton de Jean de Milan (1918-1924) (con quindici disegni di Yves Bossut), Bruxelles, 1970.
- La Citerne, poèmes complets (1913-1945), Bruxelles, Brassa, 1987.
- La Bonne semaine, (raccolta, con disegni di Marcel Mariën), Bruxelles, Les Lèvres nues, 1978.
- La Colline de la Planque, Cahiers de Mauregny, 1979.
- Histoires naturelles, (illustrato da Roland Delcol), Bruxelles, L'Envers sauvage du réel, 1979.
- Effacer l'ombre, Frassem, La Table des Champs, 1982.
- Le Bosquet de Sherwood, (con disegni di Roland Topor), Bruxelles, La Pierre d'Alun, 1988.

### Mes Inscriptions
Alcune parti vennero pubblicate in molteplici opuscoli e riviste:
- Tantra de Juan Bellarmin, Bruxelles, Bibliothèque Phantomas, 1965.
- Pour Balthazar, La Louvière, Daily-Bul, 1967.
- Le Cygne d'étang (1918-1972), Bruxelles, Phantomas 115-117, 1972.
- Le Fusil du boucher, preceduto da Paroles en fête di Michel-Georges Bernard, Verviers, Temps mêlés, 1974.
- Gazons, Parigi, Éditions de l'Orycte, 1977.
- Comme d'habitude, (testo autografato), seguito da Pour une chronologie di Michel-Georges Bernard, copertina di Raoul Ubac, Parigi, Éditions de l'Orycte, 1979.
- L'Aqua tofana, con illustrazioni di André Stas, Liegi, Éditions du cirque divers, 1979.
- La Cinquième saison, illustrazioni di Olivier O. Olivier, Bruxelles, La Pierre d'Alun, 1983.
- La Tête de Loup, illustrazioni di Roger Bethier, Fontvieille, Le Grès du Comte, 1983.
- Ab hoc et ab hac, illustrazioni di Henry Meyer, Bassac, Plein Chant, 1986.
- Souquenilles, con un disegno di Xavier Canonne, Morlanwelz, Les Marées de la nuit, 1986.
- Lunes rousses, prefazione di Frédéric Dard, Parigi, Le Dilettante, 1987 (ISBN 2-905344-20-2).

Le Inscriptions vennero pubblicate integralmente in cinque volumi:
1. Mes Inscriptions, Parigi, Gallimard, 1945; successive edizioni: Mes Inscriptions (1943-1944), Parigi, Éditions Allia, 1982 (ISBN 2-904235-00-0); con prefazione di André Thirion ed un saggio di Alain Delaunois, Bruxelles, collection Espace Nord, Édition Labor, 1990 (ISBN 2-8040-0527-5).
2. Mes Inscriptions (1945-1963), (Prière d'insérer di René Char), Bruxelles, Isy Brachot et Tom Gutt, 1976; edizione successiva: Parigi, Éditions Allia, 1984.
3. Mes Inscriptions (1964-1973), Bruxelles, Brassa, 1981.
4. Mes Inscriptions (1974-1980), Paris, Le Pré-au-Clerc, 1984 (ISBN 2-7144-1663-2).
5. Mes Inscriptions (1980-1987), Bruxelles, Brassa, 1990.[7]

### Racconti e scritti vari
- Les Vacances d'un enfant, Parigi, Gallimard, 1947; nuova edizione, seguita da Louis Scutenaire, La vie, l'œuvre, l'époque, 1905-1980, Bruxelles, Jacques Antoine, 1980.
- Le Monument de la guenon, Verviers, Temps mêles n. 56, maggio 1962; édition augmentée (Les secours de l'oiseau e Un peu d'histoire naturelle), Bruxelles, Brassa, 1979.
- Les Jours dangereux les nuit noires, romanzo-collage composto fra il 1928 ed il 1931, contenente quattro disegni di Claudine Jamagne; Bruxelles, Brassa, 1972.
- Mon ami Mesens, Bruxelles, 1972.
- Textes automatiques, [1931], contenente venti immagini di Adrien Dax, Bruxelles, Isy Brachot e Tom Gutt, 1976.

### Opere di critica
- Avec Magritte, Bruxelles, Lebeer-Hossmann, 1977.[8]
- L'invention de la vie, in « Rétrospective Magritte », Bruxelles, Palais des Beaux-Arts, 1978 e Parigi, Musée National d'Art Moderne, Centre Georges Pompidou, 1979.
- Du surréalisme en Belgique, in « René Magritte et le surréalisme en Belgique », Bruxelles, Museo reale delle belle arti del Belgio, 1982.[9]
- La Chanson de Roland, contenente venti riproduzioni ed una litografia di Roland Delcol, Bruxelles, L'envers sauvage du Réel, 1982.

Inoltre Scutenaire scrisse numerose prefazioni a pubblicazioni di Marc Eemans (1928), Man Ray e Yves Tanguy (1937), Jane Graverol (1956), Armand Permantier (1956), Aline Magritte (1963), Jean Raine (1966), Marcel Marien (1967), Danielle (1968), Roger Van de Wouwer (1969, 1972, 1984), Yellow (1969), Delcol (1970, 1972), Remy van den Abeele (1971), Yves Bossut (1970, 1972, 1973, 1974, 1976), Claudine Jamagne et Dominique Libert (1974), Robert Willems (1974), Françoise Gérard (1975, 1977), Armand Simon (1975), Max Servais (1975), Rachel Baes (1976), Gilles Brenta (1976), Max Ernst (1978), Tom Gutt (1978, 1987), Colette Deblé (1978), Giorgio De Chirico (1978), André Stas (1981).
Frammenti di testi dedicati a Magritte, Paul Delvaux, Mesens, Simon, Graverol, Rachel Baes, Mariën, Van de Wouwer, sono stati raccolti in Le Surréalisme en Belgique, I, textes de Louis Scutenaire, Irine et André Blavier, Parigi, galerie Isy Brachot, 1986.